# Hampala macrolepidota
Cá ngựa nam hay cá ngựa sông (Danh pháp khoa học: Hampala macrolepidota) là một loài cá trong họ Cá chép phân bố ở một số nước Đông Nam Á (Indonesia, Malaysia, Thái Lan, Lào, Campuchia) và đồng bằng sông Cửu Long, chúng phân bố ở lưu vực sông Mê Kông, sông Chao Phraya (Thái Lan). Cá ngựa sông được mệnh danh là loài nhảy lên mặt nước cao nhất trong các loài cá nước ngọt, xuất hiện nhiều trong mùa nước nổi ở Việt Nam. Những mùa lũ gần đây, loài cá này hiếm dần do môi trường sống bị thu hẹp, nguy cơ tuyệt chủng rất cao.

## Đặc điểm
Cá có các tia vây đều đỏ nhạt; có vệt đen nằm ở giữa đường bên. Cá ngựa dài khoảng 60 cm, cá ngựa cỡ 3 ngón tay, một con cỡ 300- 500gram, có con nặng hơn 1 kg. Loài cá này rất khó bắt, nếu là vó gạt thì chỉ cần động nước là nó sẽ vụt khỏi mảnh lưới. cá ngựa bay lên cao khỏi mặt nước khoảng 3-4m. Các loài cá họ chép, thậm chí cá lóc cũng phóng không hơn loài cá ngựa. cá ngựa là loài nhút nhát và tinh khôn. Mỗi lần lặn bao lưới quanh đóng chà là chúng nhảy vọt ra khỏi lưới. 